# Ribautia tropica
Ribautia tropica är en mångfotingart som först beskrevs av Henri W. Brölemann 1898.  Ribautia tropica ingår i släktet Ribautia och familjen storjordkrypare.
Artens utbredningsområde är Venezuela. Inga underarter finns listade i Catalogue of Life.